# Kermesbeerengewächse
Die Kermesbeerengewächse (Phytolaccaceae) sind eine Familie in der Ordnung der Nelkenartigen (Caryophyllales) innerhalb der Bedecktsamigen Pflanzen. Die etwa 15 Gattungen mit 45 bis 65 Arten sind in tropischen und gemäßigten Gebieten fast weltweit, besonders in der Neotropis, verbreitet.

## Beschreibung

### Vegetative Merkmale
Es sind oft hohe, einjährige bis ausdauernde krautige Pflanzen oder seltener verholzende Pflanzen: Sträucher, Bäume oder Lianen. Die wechselständig und spiralig angeordneten Laubblätter sind gestielt oder ungestielt. Die einfache Blattspreite kann bei manchen Arten dick und fleischig sein. Der Blattrand ist glatt. Nebenblätter sind nur selten vorhanden (winzige sind beispielsweise bei Seguieria vorhanden).

### Generative Merkmale

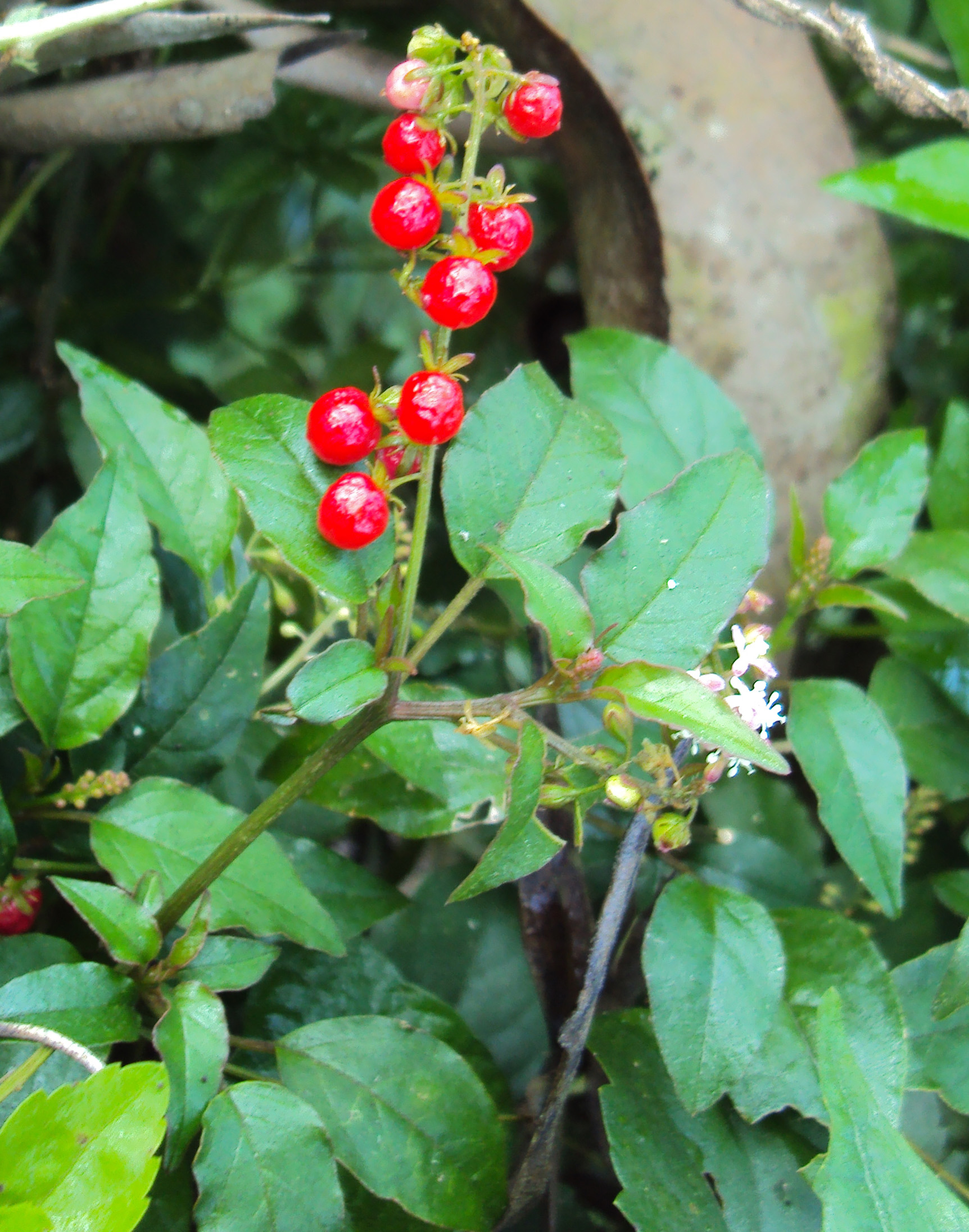
Unterfamilie Rivinoideae: Blutbeere (Rivina humilis), blühend und fruchtend

Die Blüten stehen einzeln oder zu vielen in traubigen, ährigen, rispigen oder zymösen Blütenstände zusammen mit Hochblättern. Die meist zwittrigen Blüten sind oft vier- oder fünfzählig. Wenn die Blüten selten eingeschlechtig sind, dann sind die Arten zweihäusig getrenntgeschlechtig (diözisch). Es sind meist vier oder fünf Kelchblätter vorhanden. Kronblätter fehlen. Es sind vier, fünf oder viele (bis 100) fertile Staubblätter vorhanden; die Staubfäden sind oft an ihrer Basis verwachsen. Es sind meist vier bis zwölf (1 bis 16) oberständige Fruchtblätter vorhanden, sie können frei oder zu einem Fruchtknoten verwachsen sein. Je Fruchtblatt ist nur eine Samenanlage in freier zentraler Plazentation vorhanden. Griffel und Narben gibt es gleich viele wie Fruchtblätter.
Es werden ganz unterschiedliche Fruchttypen gebildet: Sind die Fruchtblätter verwachsen, bilden sich Kapselfrüchte oder Beeren, sind die Fruchtblätter frei, können die Früchte einzeln stehen oder zu Sammelfrüchten zusammengefasst sein. Seguieria bildet geflügelte Nussfrüchte (Samara) aus.
Die Chromosomengrundzahl beträgt n = 9.

### Inhaltsstoffe
Die Wachse auf der Cuticula sind in Form von Plättchen ausgebildet. Es werden Calciumoxalat-Kristalle als akkumuliert.

## Systematik
Innerhalb der Ordnung der Caryophyllales in der Gruppe der betalainhaltigen Familien bilden die Phytolaccaceae mit den Sarcobataceae und Nyctaginaceae eine Klade; diese drei Familien haben gemeinsam, dass sie nur eine einzige basale Samenanlage je Fruchtblatt besitzen.

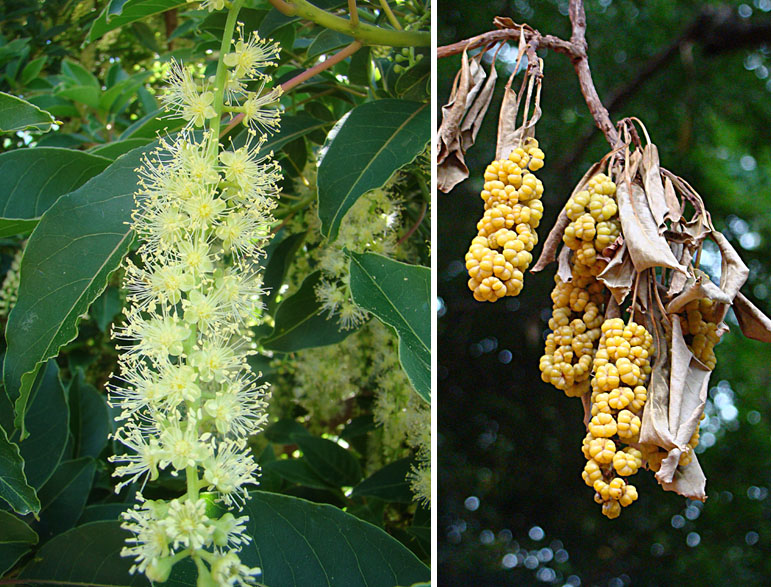
Unterfamilie Phytolaccoideae: Phytolacca dioica

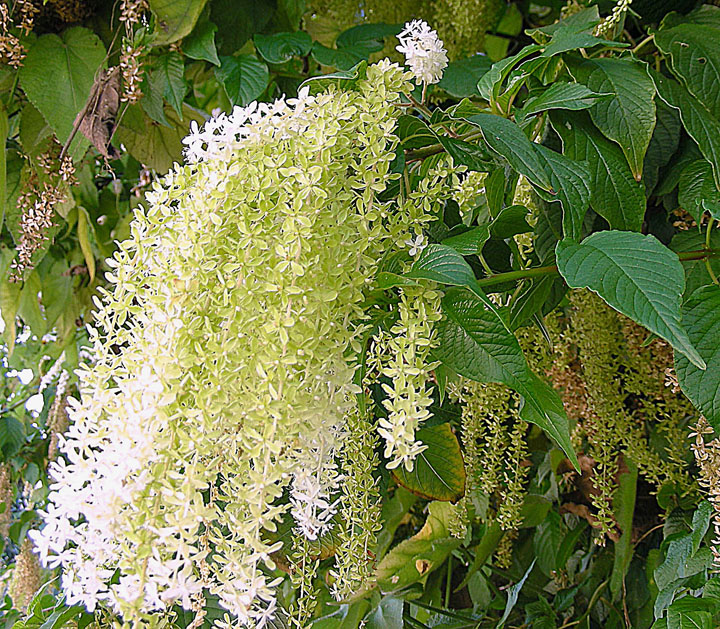
Unterfamilie Rivinoideae: Ledenbergia seguierioides

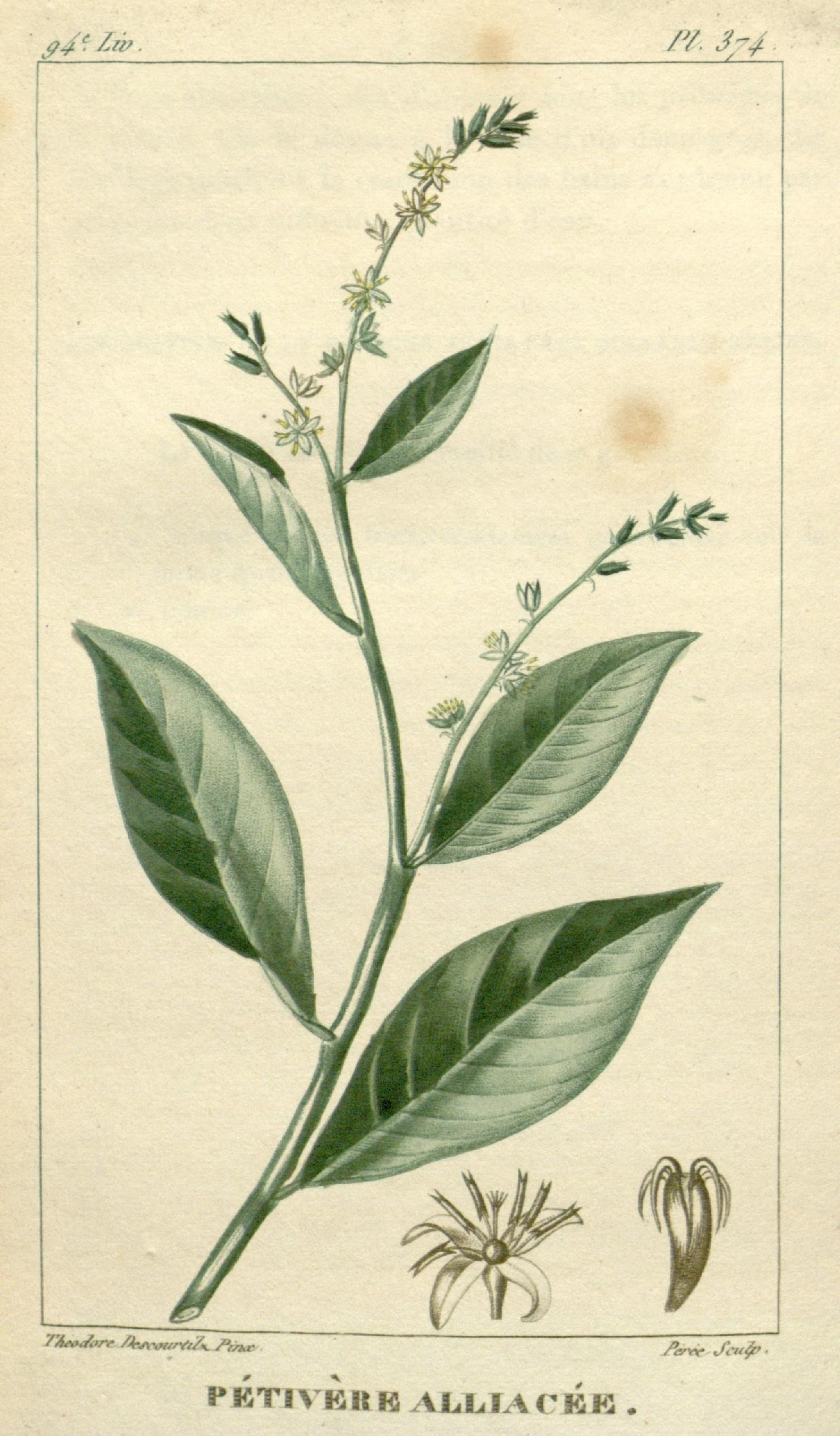
Unterfamilie Rivinoideae: Illustration von Petiveria alliacea aus Flore médicale des Antilles, ou, Traité des plantes usuelles, Tafel 374

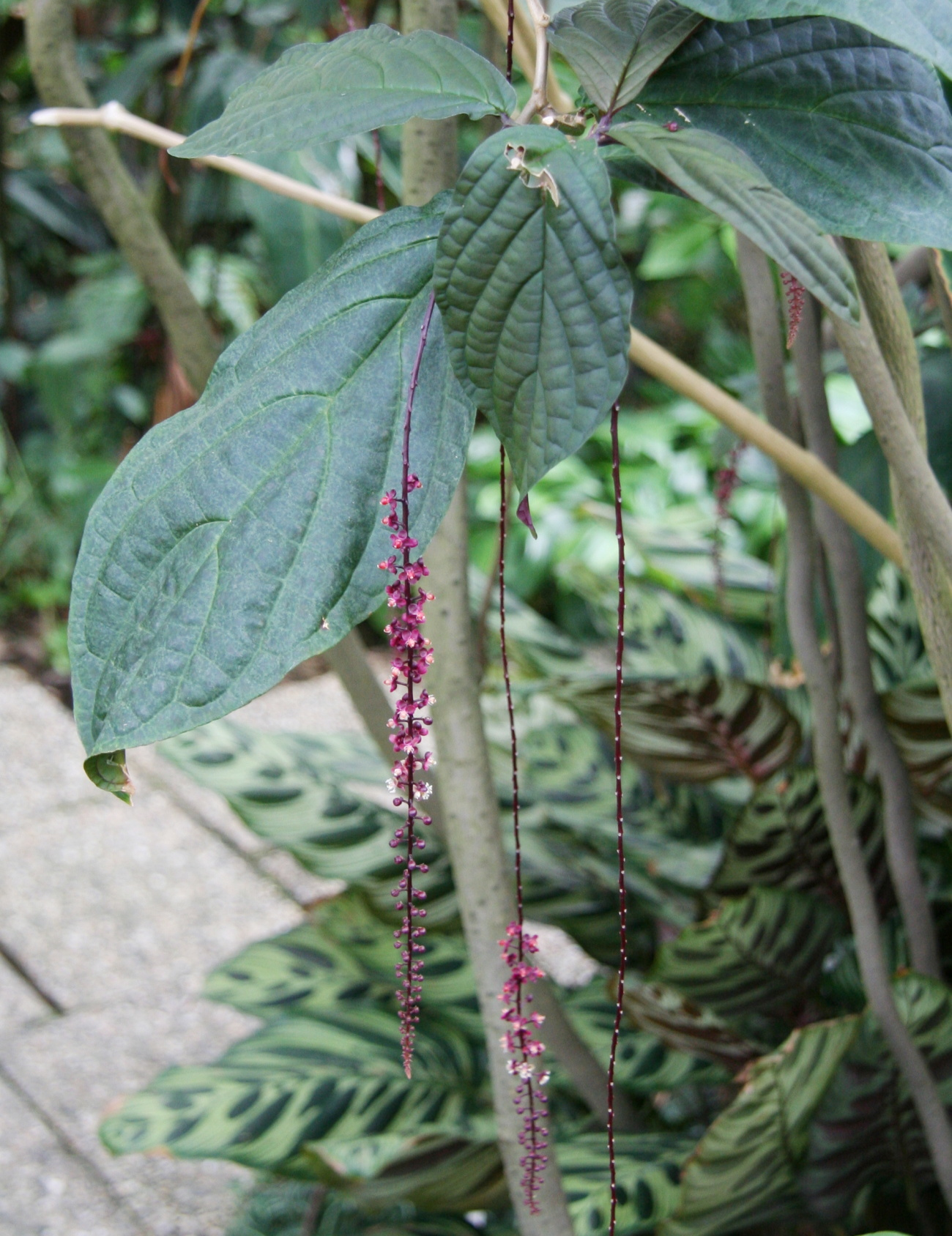
Unterfamilie Rivinoideae: Trichostigma peruvianum

Der Familienname Phytolaccaceae wurde 1818 durch Robert Brown in Narrative of an Expedition to Explore the River Zaire, 454 erstveröffentlicht. Typusgattung ist Phytolacca L. Der Name Phytolacca bedeutet direkt übersetzt „Lackpflanze“ und ist aus dem griechischen Wort phyton für Pflanze und italienisch lacca oder mittellateinisch laca für Lack abgeleitet, dies bezieht sich auf die roten Betalainfarbstoffe.
In der Familie der Kermesbeerengewächse (Phytolaccaceae) gibt es drei Unterfamilien mit etwa 15 (bis 18) Gattungen und 45 bis 65 Arten:
- Unterfamilie Phytolaccoideae Arn. (Syn.: Sarcocaceae Adans.): Sie enthält vier Gattungen mit etwa 31 Arten:
  - Anisomeria Don: Die bis zu sechs Arten kommen in Chile vor.[2]
  - Ercilla Juss.: Die etwa zwei Arten kommen in Chile vor.
  - Nowickea J.Martínez & J.A.McDonald: Die nur zwei Arten kommen nur in Mexiko vor.[3]
  - Kermesbeeren (Phytolacca L.): Die etwa 25 Arten sind hauptsächlich neotropisch verbreitet und kommen in Nordamerika (sechs Arten), Mexiko, auf Karibischen Inseln, in Zentral- sowie Südamerika, Eurasien, Afrika, Australien sowie auf Pazifischen Inseln vor.

- Unterfamilie Rivinoideae Nowicke (Syn.: Hilleriaceae Nakai, Petiveriaceae C.Agardh, Riviniaceae C.Agardh,  Seguieriaceae Nakai): Sie enthält neun Gattungen mit etwa 13 Arten:
  - Gallesia Casar.: Die etwa vier Arten kommen in Peru und Brasilien vor. Sie riechen wie Küchenzwiebeln.
  - Hilleria Vell. (Syn.: Mohlana Mart.): Die bis zu sechs Arten sind in Südamerika verbreitet. Eine Art kommt auch in Afrika, Madagaskar und auf den Maskarenen vor.
  - Ledenbergia Klotzsch ex Moq. (Syn.: Flueckigera Kuntze): Die vier bis sechs Arten sind in der Neotropis verbreitet.
  - Monococcus F.Muell.: Sie enthält nur eine Art:
    - Monococcus echinophorus F.Muell.: Sie kommt auf pazifischen Inseln und in Australien nur in Queensland sowie New South Wales vor.

  - Petiveria L.: Sie enthält nur eine Art:
    - Petiveria alliacea L.: Sie ist in der Neotropis verbreitet.

  - Rivina L.: Sie enthält nur eine Art:
    - Blutbeere (Rivina humilis L.): Sie ist in der Neotropis, auf pazifischen Inseln und in Australien verbreitet.

  - Schindleria H.Walter: Die nur drei Arten kommen in Peru und Bolivien vor.
  - Seguieria Loefl.: Die etwa sechs Arten sind im tropischen Südamerika verbreitet. Sie besitzen Nebenblätter.
  - Trichostigma A.Richard (Syn.: Villamilla Ruiz & Pav.): Die etwa drei Arten sind in der Neotropis verbreitet.

- Unterfamilie Agdestidoideae Nowicke (Syn.: Agdestidaceae Nakai): Sie enthält nur eine monotypische Gattung:
  - Agdestis Moc. & Sessé ex DC.: Sie enthält nur eine Art:
    - Agdestis clematidea Moc. & Sessé ex DC.: Es ist eine Liane mit einer Verbreitung von den südlichen USA bis Nicaragua.

Bei manchen Autoren wurden außerdem die Arten der Familie der Gisekiaceae mit der einzigen Gattung: Gisekia L. (mit etwa sechs Arten) als eigene Unterfamilie Gisekioideae oder sogar innerhalb der Unterfamilie Rivinioideae in die Familie der Phytolaccaceae eingeordnet.
Auch nicht mehr in diese Familie gehören:
- Achatocarpus Triana → Achatocarpaceae
- Barbeuia Thouars → Barbeuiaceae
- Lophiocarpus Turcz. → Lophiocarpaceae
- Phaulothamnus A.Gray → Achatocarpaceae
- Stegnosperma Benth. → Stegnospermataceae